# Myrmecia picticeps
Espèce
Myrmecia picticeps est une espèce de fourmi originaire d'Australie. Les plus fortes populations de cette fourmi géante se trouvent dans le sud-est et le sud-ouest du pays.
L'espèce est décrite pour la première fois en 1951.

## Nom vernaculaire et classement
Du fait de son agressivité, cet insecte social est aussi connu sous le nom vernaculaire de « fourmi bouledogue ».
La fourmi bouledogue appartient au genre Myrmecia, à la sous-famille Myrmeciinae.
La plupart des ancêtres des fourmis du genre Myrmecia n'ont été retrouvés que dans des fossiles, à l’exception de Nothomyrmecia macrops, seul parent vivant actuellement.

## Biologie
La taille des ouvrières de l'espèce Myrmecia picticeps varie de 18 à 19 mm de long. Myrmecia picticeps présente une tête et un thorax rouges et un abdomen noir. Ses antennes, ses mandibules et ses pattes sont généralement jaunes ou brunes. Son corps est couvert de poils épars, très fins et courts, de couleur jaune ; cette pubescence peut être très abondante au niveau de l'abdomen.

## Source de la traduction
- (en) Cet article est partiellement ou en totalité issu de l’article de Wikipédia en anglais intitulé « Myrmecia picticeps » (voir la liste des auteurs).